# Camino Natural Senda del Duero

Auf dem Camino Natural Senda del Duero rund fünf Kilometer östlich von San Esteban de Garmaz Ende August unmittelabr am Ufer des Duero. Durch seine Nähe zum Duero verläuft der Weg auch im Hochsommer teilweise durch grün üppige Galeriewälder.

Hinweistafel am Weg

Wegeweiser am Weg

Der Camino Natural Senda del Duero ist ein 762,5 km langer Wanderweg, in Kastilien und Leon in Spanien, der im Zuge des Flusses Duero verläuft. Er verläuft von der Quelle des Duero in der Sierra de Urbión in der Stadt Soria bis nach Vega Terrón einer Anlegestelle am Duero in der Gemeinde La Fregeneda an der portugiesischen Grenze. Der Weg wird üblicherwiese in 41 (Tages)Etappen zurückgelegt. Der Wanderweg führt hauptsächlich durch die Landschaft der kastilisch-leonesische Hochebene, im letzten Abschnitt entlag der Grenze zu Portugal, die hier mit dem Flusslauf des Duero verläuft. Der höchste Punkt des Camino Natural Senda del Duero liegt auf einer Höhe von 2079 msnm der tiefste an seinem Ende bei 137 msnm. Der Aufstieg umfasst 4933 Höhenmeter, der Abstieg 6875 Höhenmeter.